# Lucien Van Reeth
Luciaan Richard Maria (Lucien) Van Reeth (Boom, 20 november 1897 – 8 juni 1976) was een Belgisch syndicalist en politicus voor de BWP / BSP.

## Biografie
Voorafgaand aan de oorlog werd hij actief als vakbondssecretaris bij het BVV en was hij tevens aangesteld als schepen te Boom.
In 1944 - na de bevrijding - werd hij benoemd tot burgemeester van deze gemeente, een mandaat dat hij uitoefende tot 1946.